# Ulla-Britt Kotsinas
Stina Ulla-Britt Kotsinas ([kɔtˈsiːnas]), född Ernström, född 7 juni 1935, död 19 juni 2019, var en svensk språkforskare och professor vid Stockholms universitet. Hon intresserade sig för slang och ungdomsspråk av olika slag och gjorde en ingående analys av den sociolekt eller dialekt som talas i stadsdelen Rinkeby i Stockholm och på liknande platser i landet, ofta benämnd miljonsvenska.
Hon blev flerfaldigt prisbelönad för sin forskning, bland annat tilldelades hon Erik Wellanders språkvårdspris 1992 och 2015 fick hon pris av Svenska Akademien.  Ulla-Britt Kotsinas har medverkat i tidskriften Språkvård. Hon disputerade 1982 på avhandlingen Svenska svårt. Några invandrares svenska talspråk. Kotsinas har skrivit ett tiotal böcker och många artiklar om invandrarsvenska, Stockholmsspråk, ungdomsspråk och slang. Hon var bosatt i Solna.
Förortsslang skrev Ulla-Britt Kotsinas tillsammans med Dogge Doggelito. Boken blev något kontroversiell då den uppmärksammades i ett stort antal medier. I boken finns en lista över den ungdomliga invandrarslang som används i många av Sveriges förorter. Vid en presskonferens den 20 april 2006 presenterades den trettonde upplagan av Svenska Akademiens ordlista. Det stod då klart att SAOL-redaktionen tagit in förortsord som keff, guss och "möjligen ytterligare något" i den nya upplagan, ord som fått sitt första egentliga erkännande i Kotsinas Förortsslang.